# Unterwegs nach Morgen
Unterwegs nach Morgen, pubblicato nel 1988, è un album della cantante italiana Milva.
Disco pubblicato in Germania e cantato interamente in tedesco. Il disco è stato registrato nei mesi di ottobre e novembre 1987 al “Red Rooster Tonstudio” di Tutzing (città d'origine di Peter Maffay) e sincronizzato e mixato tra novembre e gennaio 1988 al “Brunwey Studio” di Amburgo. Il brano “Wenn der Wind sich dreht” si trova, nella versione in italiano di Massimo Bubola, nell'album Milva con il titolo “Vento di mezzanotte”. Sempre nello stesso disco italiano dell'88 si trova la versione in italiano di “Menschen (Unterwegs nach Morgen)” con il titolo “Gente”. Tra gli arrangiatori, il collaboratore di lungo corso di Milva, Natale Massara.

## Tracce
1. Wenn der Wind sich dreht (Tony Carey – Burkhard Brozat) – 4:48
2. Komm zurück zu mir (Tony Carey – Heinz Rudolf Kunze) - 3:41
3. Wie ein grosses Kind (Jean Jacques Kravetz – Dirk Busch) – 4:17
4. Menschen (Unterwegs nach Morgen) (D. Kawohl – J. Daansen – deut. text. Dhana Moray) – 4:32
5. Nur wenn du mich magst (Tony Carey – Heinz Rudolf Kunze) – 4:58
6. Tanz mit mir (Peter Maffay – Dhana Moray) – 5:24
7. Keine Stunde tut mir Leid (Peter Maffay – Burkhard Brozat) – 4:47
8. Gemeinsam (Jean Jacques Kravetz – Dirk Busch) – 4:47
9. Solang sich diese Erde dreht (Peter Maffay – Thomas Christen) – 4:20
10. Wer niemals stirbt (Melanie Safka-Shekeryk – Michael Kunze) – 4:10